# Streiflichter
Streiflichter war eine Anzeigenzeitung im Kreis Coesfeld in Nordrhein-Westfalen. Sie wurde mittwochs von der VWG Verlagsgesellschaft Westmünsterland mit Sitz in Dülmen herausgegeben. Die Zeitung wurde im Druckzentrum Rhynern in Hamm-Rhynern gedruckt und in einem eigenen Vertriebsnetz an die Haushalte im Erscheinungsgebiet kostenlos verteilt.
Seit 1. Januar 2021 sind Produktion und Verteilung eingestellt.

## Auflage
Die „Streiflichter“ erschienen mit einer Gesamtauflage von 59.500 Exemplaren, geprüft vom Bundesverband deutscher Anzeigenblätter.

## Erscheinungsgebiet
Stadt Coesfeld mit Ortsteil Lette, Stadt Billerbeck, Gemeinde Rosendahl mit den Ortsteilen Holtwick, Osterwick und Darfeld.
Stadt Dülmen mit den Ortsteilen Rorup, Merfeld, Hausdülmen, Buldern und Hiddingsel, Gemeinde Nottuln mit den Ortsteilen Darup, Appelhülsen und Schapdetten, Gemeinde Havixbeck, Seppenrade (Ortsteil der Stadt Lüdinghausen).

## Inhalt
Der inhaltliche Schwerpunkt der Streiflichter lag in der Lokalberichterstattung aus Coesfeld, Dülmen, der Baumberge-Region und Seppenrade. Lokalsport, -kultur und Sonderseiten zu wechselnden Service-Themen rundeten die Berichterstattung in den Streiflichtern ab.

## Format
Die Streiflichter wurden im Format Halbformat (Tabloid, Half-Broadsheet, Halbnordisches Format) gedruckt.
Satzspiegel: 225,75 mm × 322 mm

## Herausgeber
Herausgeber der Streiflichter war die VWG Verlagsgesellschaft Westmünsterland mit Sitz in Dülmen.
Medienkooperationen bestanden mit Radio Kiepenkerl und der Mediengruppe Westfälischer Anzeiger.

## Geschäftsstellen
Der herausgebende Verlag betrieb bis zum Beginn der COVID-19-Pandemie in Deutschland je eine Geschäftsstelle in Coesfeld und Dülmen. Redaktion, Vertrieb, Anzeigen sowie Leser-Services wie Ticketshops, Leserreisen u. a. wurden dort bereitgestellt.
Laut Verlagsangabe sind die Geschäftsstellen seit vorgenanntem Zeitpunkt in Dülmen zusammengelegt worden. Die verbleibende Geschäftsstelle ist bis auf weiteres geschlossen.